# Germaine Prudhommeau
Germaine Prudhommeau (Paris 12e, 1er août 1923 - Charenton-le-Pont, 12 mai 2007).
Docteur ès lettres, elle a été maîtresse de recherches au Centre national de la recherche scientifique, professeur d'histoire de la danse et d'étude des ballets à l'Opéra national de Paris.

## Publications
- La Danse grecque antique, Paris, éditions du CNRS, 1965.
- Grammaire de la danse classique, Paris, Hachette, 1969 (avec Geneviève Guillot).
- Histoire de la danse, Paris, 1976.
- Histoire de la danse, Paris, Amphora, 1986-1989, 2 vol.